# Primetime Emmy Award
De Primetime Emmy Award is een Amerikaanse televisieprijs voor programma's die in primetime op televisie uitgezonden worden. De prijzen werden voor het eerst uitgereikt in 1949 en heette aanvankelijk gewoon Emmy Award. Omdat programma's en acteurs die overdag op televisie verschenen zoals de meeste soapseries, meestal uit de boot vielen bij de prijzen werden de Emmy's in 1974 gesplitst. Voor de programma's die overdag verschenen werden de Daytime Emmy Awards in het leven geroepen. De eigenlijke Emmy Awards kregen nu de naam Primetime Emmy Award. 
De ceremonie wordt gewoonlijk midden september uitgezonden voor de start van het herfstseizoen op de televisie. De NBC zond de ceremonie voor het eerst uit in 1955 en deed dat onafgebroken tot 1965, vanaf dan kwam er een rotatiesysteem met ABC en CBS zodat elke zender om de drie jaar de ceremonie kan uitzenden. Van 1987 tot 1992 zond Fox het programma uit en de laatste jaren is er opnieuw een beurtrol. Indien de NBC aan de beurt is wordt het evenement meestal verplaatst naar eind augustus zodat er geen conflict is met het uitzenden van de NFL-wedstrijden. De prijzen worden beschouwd als het equivalent voor de Oscars (film), Grammy Awards (muziek) en Tony Awards (theater). 

## Records
Meeste overwinningen voor een komedieserie
- Frasier (37)

Meeste overwinningen voor een dramaserie
- Game of Thrones (59)

Meeste overwinningen voor een televisieprogramma
- Saturday Night Live (72)

Meeste acteerprijzen
- The Mary Tyler Moore Show (16)

Meeste overwinningen voor een acteur/actrice
- Julia Louis-Dreyfus en Cloris Leachman (8)

Meeste nominaties voor een komedieserie
- Cheers (117)

Meeste nominaties voor een dramaserie
- Game of Thrones (161)

Meeste nominaties voor een televisieprogramma
- Saturday Night Live (285)

Meeste nominaties voor een persoon
- Lorne Michaels (91)

## Succesvolle series

### Komedieserie
#W = Aantal overwinningen behaald
#N= Aantal nominaties, overwinningen worden hier niet meegeteld
Onderstaande lijst is helemaal niet volledig, de bekendste en meest succesvolle series staan erin. 
| Programma                 | #W | #N | Totaal |
| ------------------------- | -- | -- | ------ |
| Frasier                   | 37 | 70 | 107    |
| The Mary Tyler Moore Show | 29 | 38 | 67     |
| Cheers                    | 28 | 89 | 117    |
| Modern Family             | 22 | 63 | 85     |
| All in the Family         | 22 | 34 | 56     |
| Will & Grace              | 18 | 78 | 96     |
| Murphy Brown              | 18 | 44 | 62     |
| Veep                      | 17 | 51 | 68     |
| 30 Rock                   | 16 | 87 | 103    |
| Everybody Loves Raymond   | 15 | 54 | 69     |
| The Dick Van Dyke Show    | 15 | 10 | 25     |
| M*A*S*H                   | 14 | 95 | 109    |
| Mad About You             | 12 | 23 | 35     |
| The Golden Girls          | 11 | 57 | 68     |
| Seinfeld                  | 10 | 58 | 68     |
| The Big Bang Theory       | 10 | 45 | 55     |
| How I Met Your Mother     | 10 | 20 | 30     |
| Two and a Half Men        | 9  | 38 | 47     |
| Schitt's Creek            | 9  | 10 | 19     |
| Friends                   | 7  | 55 | 62     |
| Sex and the City          | 7  | 48 | 55     |
| Malcolm in the Middle     | 7  | 26 | 33     |
| Glee                      | 6  | 35 | 41     |
| The Cosby Show            | 6  | 23 | 29     |
| Arrested Development      | 6  | 19 | 25     |
| The Office US             | 5  | 37 | 42     |
| Family Ties               | 5  | 13 | 18     |
| The Andy Griffith Show    | 5  | 3  | 8      |
| Roseanne                  | 4  | 23 | 27     |
| I Love Lucy               | 4  | 16 | 20     |
| The Larry Sanders Show    | 3  | 53 | 56     |
| Curb Your Enthusiasm      | 2  | 45 | 47     |
| The Jeffersons            | 2  | 12 | 14     |
| Brooklyn Nine-Nine        | 2  | 11 | 13     |
| Mom                       | 2  | 8  | 10     |
| One Day at a Time         | 2  | 1  | 3      |
| The Nanny                 | 1  | 11 | 12     |

| Programma                      | #W | #N  | Totaal |
| ------------------------------ | -- | --- | ------ |
| Game of Thrones                | 59 | 102 | 161    |
| The West Wing                  | 26 | 69  | 95     |
| ER                             | 23 | 101 | 124    |
| The Sopranos                   | 21 | 90  | 91     |
| NYPD Blue                      | 20 | 64  | 84     |
| 24                             | 20 | 48  | 68     |
| Boardwalk Empire               | 20 | 37  | 57     |
| Mad Men                        | 16 | 100 | 116    |
| The X-Files                    | 16 | 46  | 62     |
| Breaking Bad                   | 16 | 42  | 58     |
| L.A. Law                       | 15 | 74  | 89     |
| Downton Abbey                  | 15 | 54  | 69     |
| The Practice                   | 15 | 26  | 41     |
| Cagney & Lacey                 | 14 | 23  | 37     |
| St. Elsewhere                  | 13 | 50  | 63     |
| Lou Grant                      | 13 | 43  | 56     |
| thirtysomething                | 13 | 29  | 42     |
| Columbo                        | 13 | 26  | 39     |
| The Waltons                    | 13 | 24  | 37     |
| Lost                           | 10 | 41  | 51     |
| The Crown                      | 10 | 29  | 39     |
| Mission: Impossible            | 10 | 26  | 36     |
| The Defenders                  | 10 | 12  | 22     |
| Six Feet Under                 | 9  | 44  | 53     |
| Fame                           | 9  | 28  | 37     |
| Succession                     | 9  | 14  | 23     |
| Homeland                       | 8  | 32  | 40     |
| House of Cards                 | 7  | 49  | 56     |
| Chicago Hope                   | 7  | 35  | 42     |
| Stranger Things                | 7  | 31  | 38     |
| Upstairs, Downstairs           | 7  | 11  | 18     |
| Law & Order                    | 6  | 46  | 52     |
| CSI: Crime Scene Investigation | 6  | 33  | 39     |
| The Good Wife                  | 5  | 40  | 45     |
| Boston Legal                   | 5  | 21  | 26     |
| House                          | 5  | 20  | 25     |
| True Detective                 | 5  | 17  | 22     |
| Grey's Anatomy                 | 4  | 36  | 40     |
| Dexter                         | 4  | 21  | 25     |
| Dallas                         | 4  | 17  | 21     |
| Marcus Welby, M.D.             | 4  | 15  | 19     |
| Miami Vice                     | 4  | 15  | 19     |
| Het kleine huis op de prairie  | 4  | 10  | 14     |
| Bonanza                        | 3  | 9   | 12     |
| Murder, She Wrote              | 2  | 39  | 41     |
| Magnum, P.I.                   | 2  | 15  | 17     |
| Kojak                          | 2  | 13  | 15     |
| Dynasty                        | 1  | 23  | 24     |